# Doris Kiesewetter
Doris Kiesewetter (* vor 1899; † nach 1917) war eine deutsche Modeschneiderin und Zeitungsredakteurin.

## Leben und Wirken
Doris Kiesewetter lernte wahrscheinlich Schneiderin. Seit 1899 leitete sie die neue Kindermodenwelt. Zeitschrift zur Selbstanfertigung der Kinderkleidung in Berlin. Seit 1900 war Hermine Steffahny mitverantwortliche Redakteurin. Beide gehörten seit etwa 1903 zum leitenden Redaktionskollegium von Im häuslichen Kreise. Illustrierte Zeitschrift für Unterhaltung und geistige Anregung, Mode und Handarbeit. Seit etwa 1906 war Doris Kiesewetter die leitende Redakteurin der Modenwelt, die damals wahrscheinlich die auflagenstärkste Frauenzeitschrift im Deutschen Reich war. 1910 endete diese Tätigkeit, nachdem die Zeitschrift zu einem neuen Verlag gekommen war.

## Publikationen
Doris Kiesewetter verfasste zahlreiche Artikel in ihren Zeitschriften und entwarf viele Schnittmuster. Dazu veröffentlichte sie einige Bücher, teilweise mit Hermine Steffahny. Doris Kiesewetter setzte sich sehr für die Popularisierung der Reformkleidung ein, die für Frauen praktischer und gesünder war als die herkömmlichen Kleidungsnormen.
- Eine Sammlung von 80 Modellen für Reformkleider aller Art und für jedes Alter; praktische Ratschläge und Genaue Anleitung zur Selbst-Anfertigung von Reformkleider mit Schnittübersichten und reichhaltigen Illustrationen, Berlin, Leipzig [vor 1903]
- Neue Sammlung von 80 Modellen für Reformkleider aller Art und für jedes Alter, Berlin, Leipzig 1903.
- Die deutsche Frauenkleidung von Reformkleidern, Schnittübersichten, Teilansichten und erklärender Text, Berlin Quack [1904]
- Kleidung, Schönheit, Gesundheit, Berlin, Verlag Lebenskunst-Heilkunst, 1908; als Herausgeberin
- Mädchen-Handarbeiten Ein Geschenkbuch für unsere deutschen Töchter, Karlsruhe , G. Braun’sche Hofbuchdr. [1912], mit Hermine Steffahny
- Das Baby. Abbildungen von Babykleidung, Stickereimüttern, Schnittübersichten, Teilansichten, dazu erklärender Text, Karlsruhe , Braun, [1913], mit Hermine Steffahny
- Schlummernde Werte. Praktische Neuschöpfungen aus Altem, Scherl, Berlin 1918, Neuauflage 1920, mit Hermine Steffahny